# Haruman
Haruman is een bestuurslaag in het regentschap Garut van de provincie West-Java, Indonesië. Haruman telt 6249 inwoners (volkstelling 2010).